# クレイグ・ニコルズ
クレイグ・ロバート・ニコルズ (Craig Robert Nicholls、1977年8月31日 - ) は、オーストラリア・シドニー出身のミュージシャン。

## 概要
ザ・ヴァインズのフロントマン兼ソングライター。ボーカル・ギター担当。バンドの中心人物であり卓越した作詞・作曲センスの持ち主。だが一方では暴力行為を働いたり、突然暴れだすなど幾多のトラブルを引き起こしている。 アスペルガー症候群の当事者。大好物はマクドナルド。

## 来歴
シドニーの郊外で生まれる。ビートルズを聞いたり絵を描いたりしながら幼年期を過ごす。元ガレージ・ロッカーでSony Musicで会計士をしている父から子供のころにギター・コードを教わり、アメリカン・ロックを愛するようになる。その後1年で高校を中退し、美術学校を6か月で辞め、マクドナルドでアルバイトをしながら同僚であるパトリック・マシューズらとバンドを結成する。バンド名をビートルズが訪れたインドの地名から「リシュケシュ」としていたが、間違って記載されることが多かったため「ザ・ヴァインズ」と変更する。バンド名の由来は、父親が所属していたバンド「The Vynes」の “y” を “i” に変えたものである。
2004年5月19日、初の日本公演を行うが、ニコルズが暴言を並べ散々な結果に終わる（のちにニコルズは謝罪）。クレイグは2004年からツアーの中止などが続き、暴力など奇行が目立つようになっていた。
2004年11月にアスペルガー症候群を患っている事が判明。後にザ・ヴァインズのドラマーのハーミッシュ・ロッサーがこの来日を、「どん底だったのは日本へ行ったときだろうな。関係者みんなにとって惨めなものだった。とくに日本人は世界で最も礼儀正しく親切で、熱狂的で、他のバンドは（日本で）楽しい時間を過ごしてるってことを考えるとね。」と語っている。